# Joos van Cleve
Joos van Cleve (ou Joost e van Beke) (Cleves, c. 1485 – Antuérpia, 1540) foi um pintor flamengo. Ele é conhecido por combinar técnicas de pintura tradicional dos Países Baixos com influências mais contemporâneas de estilo renascentista. 
Ativo principalmente na Antuérpia entre os anos 1515-1530, Joos van Cleve é conhecido principalmente por seus retratos e suas pinturas de cunho religioso. Dentre suas obras mais conhecidas estão os retratos de Francisco I e de Eleonora de Absburgo, Rei e Rainha de França .
Colaborou em alguns trabalhos com Joachim Patinir.

## Biografia
Joos van Cleve nasceu em torno de 1485, embora não se tenha registro exata do local de seu nascimento. Em diversos registros legais da Antuérpia se referem a ele como 'Joos van der Berke alias van Cleve', sendo que seu último nome seria derivado de uma cidade chamada Kleve.
Seu treinamento artístico começou em torno de 1505 em uma oficina administrada por Jan Joest, quem ajudou na pintura dos painéis do alto altar para os Nikolaikirche em Kalkar, na Alemanha.
Acredita-se que Joos van Cleve se mudou para Bruges entre 1507 e 1511, já que seu estilo é muito similar ao dos pintores da cidade. Depois, ele teria se mudado para Antuérpia e se tornado um grã-mestre da Guilda de São Lucas na Antuérpia em 1511. Ele foi um dos co-orientadores do grupo por muitos anos em torno de 1520, ao mesmo tempo que treinava aprendizes entre 1516 e 1536.
Ele teve dois filhos originados de seu primeiro casamento, uma menina e um menino. Seu filho Cornelis também se tornou pintor.
Embora sua data de morte seja desconhecida, Joos van Cleve escreveu seu testamento em 10 de novembro de 1540 e sua segunda esposa foi registrada como viúva em abril de 1541.

## Obras
- São Jerônimo penitente (1516-1518)
- Anunciação (1525)
- Lamentação (1525)
- Cristo infante e São João Batista (1525)
- Eleonora d'Asburgo, rainha de França (1530)
- Francisco I, rei da França  (1534)
- Isabel de Portugal, esposa de Carlos V
- Henrique VIII da Inglaterra (1536)

## Galeria

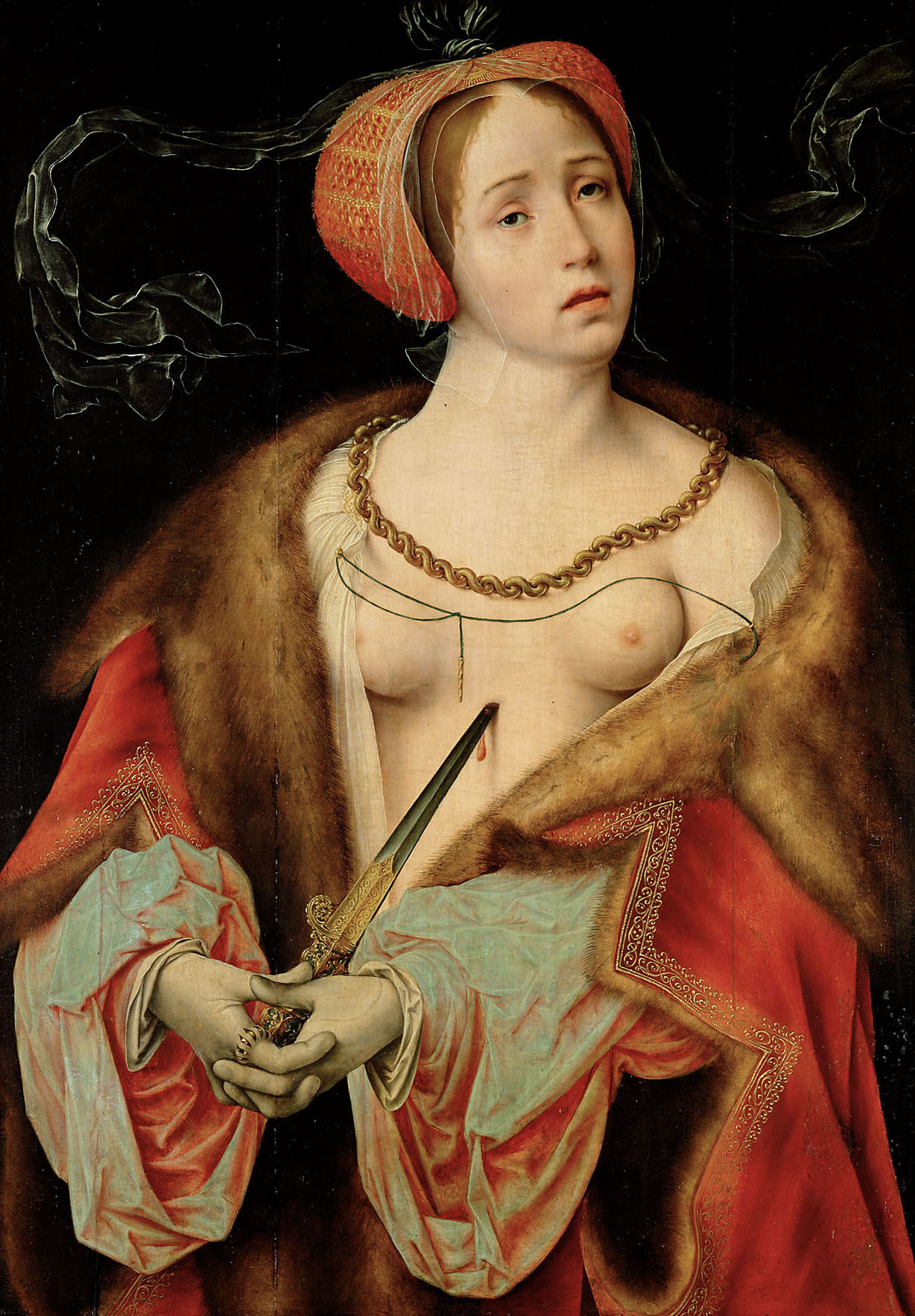
Lucrécia (1520-1525)
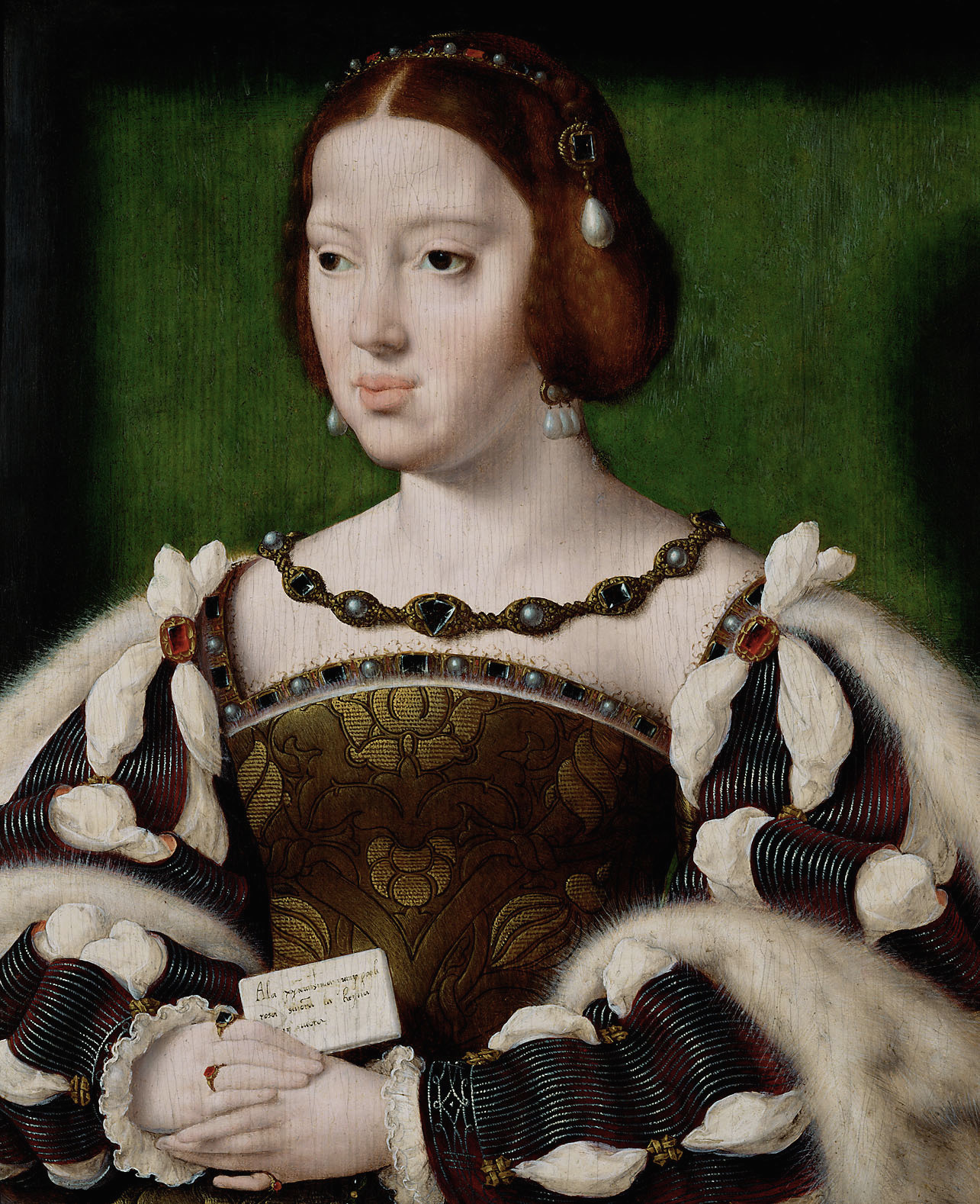
Eleonor da Áustria
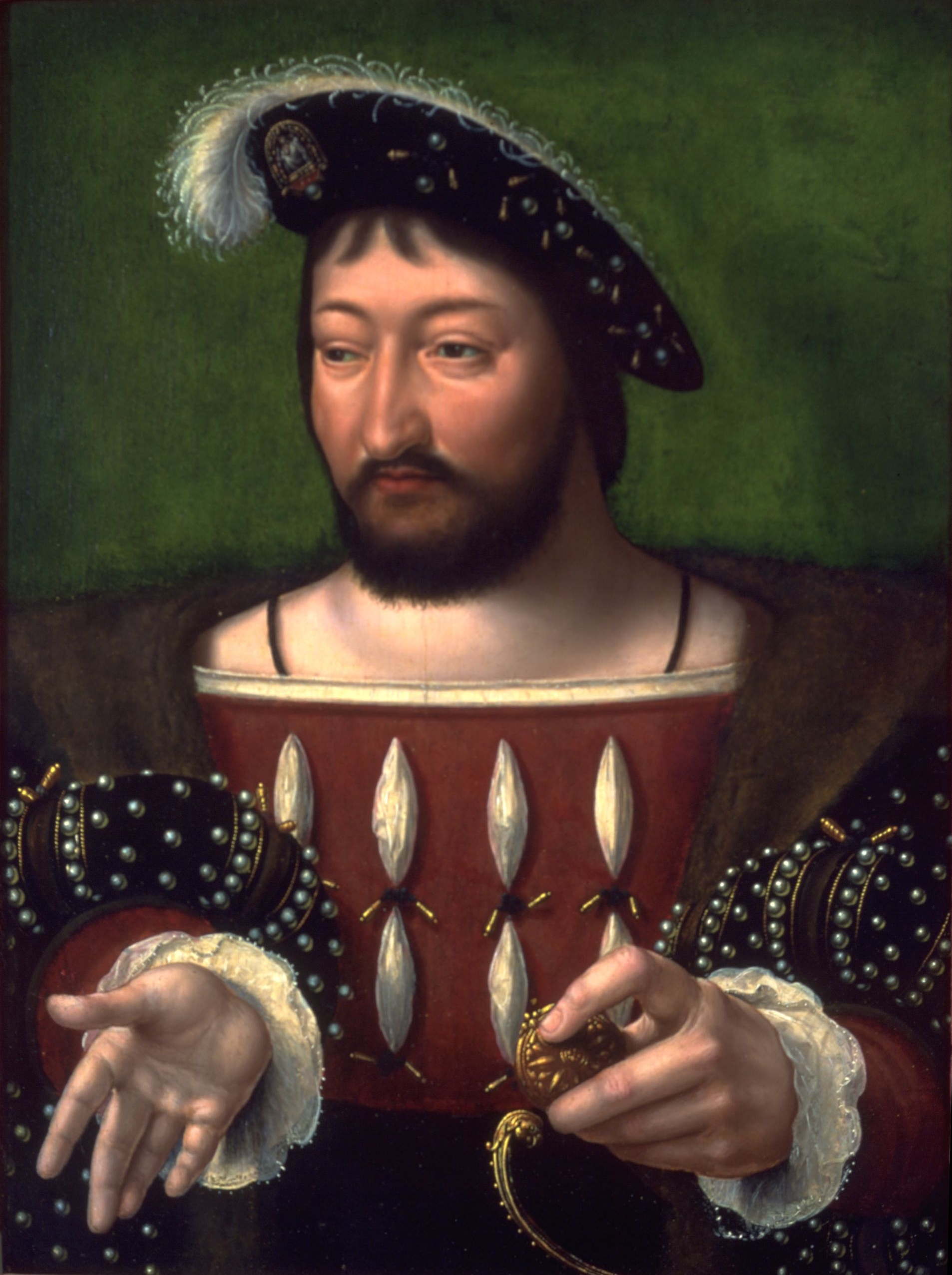
Francisco I
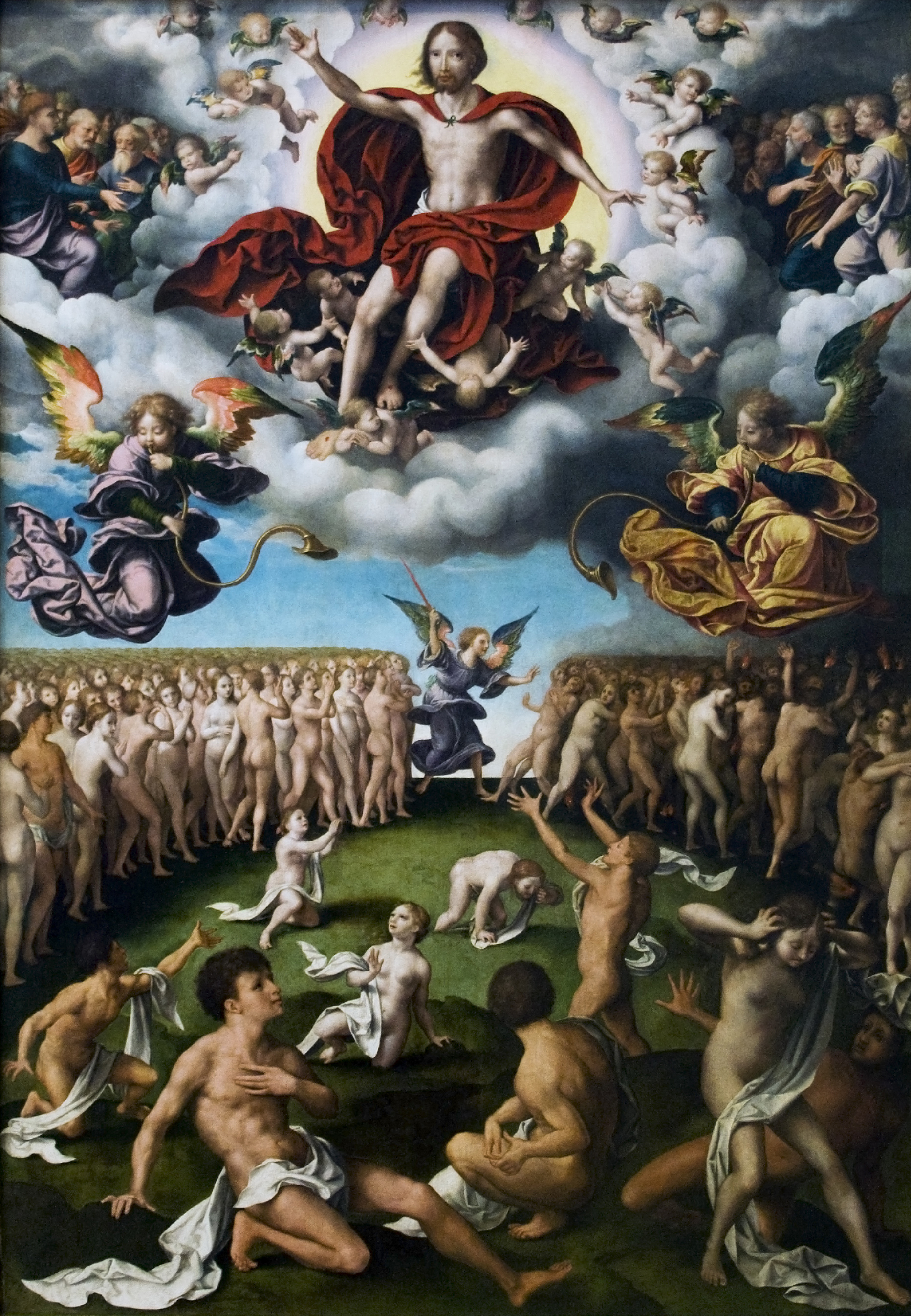
Juízo Final